# Euophrys evae
Euophrys evae es una especie de araña saltarina del género Euophrys, familia Salticidae. Fue descrita científicamente por Zabka en 1981.
Habita en India.